# Alfred Byk
Alfred Byk (* 4. März 1878 in Berlin; † 15. Juni 1942 in Sobibor) war ein deutscher Physikochemiker und Hochschullehrer.

## Leben

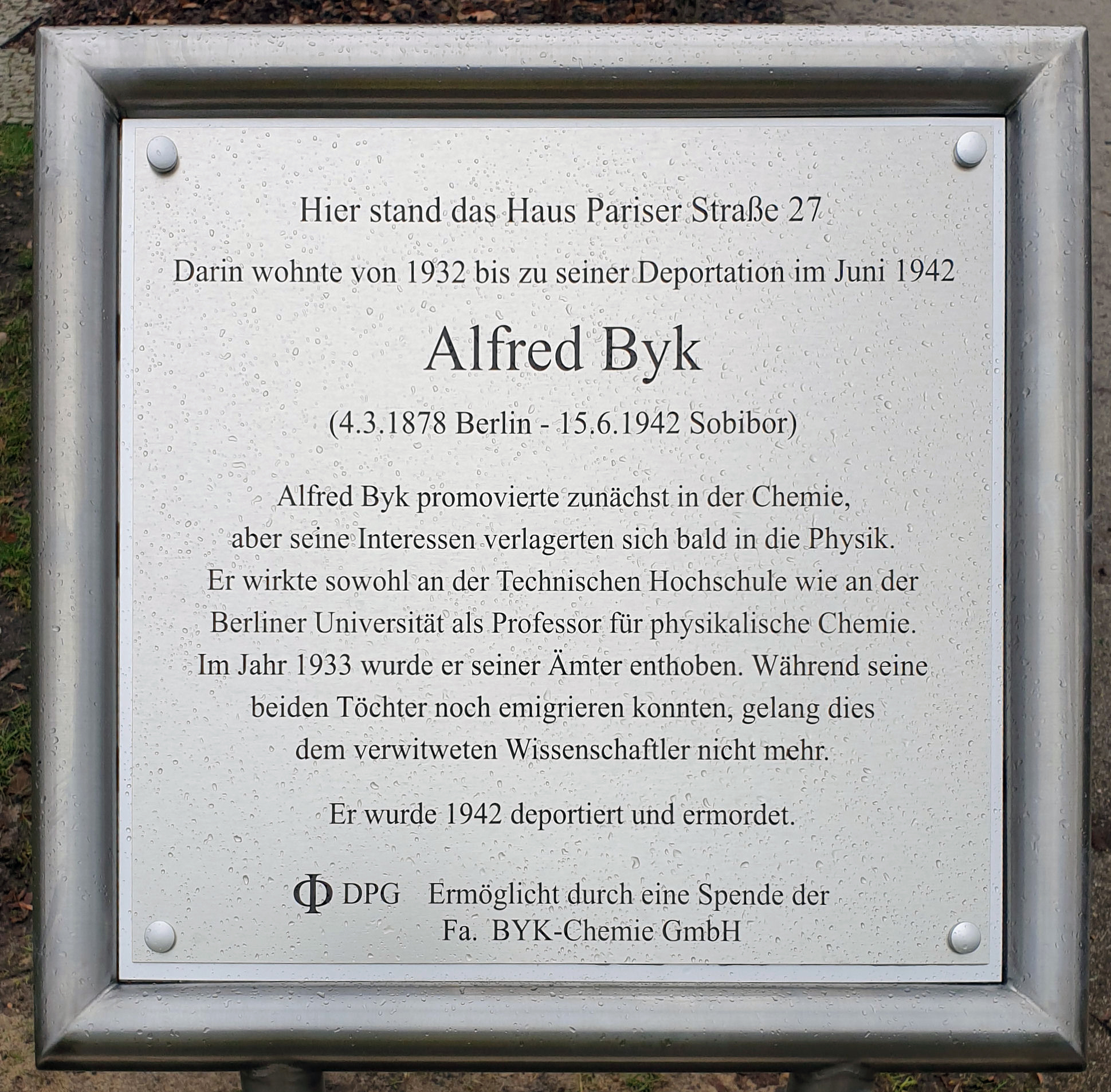
Gedenktafel am Olivaer Platz, in Berlin-Wilmersdorf

Byk war der älteste Sohn des  jüdischen Chemikers und Unternehmers Heinrich Byk. Nach dem Abitur am Französischen Gymnasium Berlin studierte er an den Universitäten Freiburg und Berlin. 1902 wurde er zum Dr. phil. promoviert.
1905 wurde Byk Privatdozent für Physikalische Chemie der Technischen Hochschule zu Berlin. 1906 habilitierte er sich bei Max Planck an der Friedrich-Wilhelms-Universität zu Berlin, an der er nun Privatdozent wurde. 1909 wurde er Plancks Assistent als Nachfolger Max von Laues und blieb es bis 1912, als Lise Meitner seine Nachfolgerin wurde.
1922 wurde Byk Außerplanmäßiger Professor für Physikalische Chemie und Elektrochemie der Fakultät für Stoffwirtschaft in der Fachabteilung für Chemie und Hüttenkunde der Technischen Hochschule zu Berlin. Gleichzeitig wurde er Außerplanmäßiger Professor der Friedrich-Wilhelms-Universität zu Berlin. Einer seiner Arbeitsschwerpunkte war die Thermodynamik. Er war Mitautor des Kapitels über Theorien der Wärme des Handbuchs der Physik.
Nach Beurlaubung im April 1933 wurde Byk im September 1933 die Lehrbefugnis an der Technischen Hochschule und der Friedrich-Wilhelms-Universität zu Berlin entzogen nach § 3 des Gesetzes zur Wiederherstellung des Berufsbeamtentums. Bemühungen um eine Auslandsanstellung blieben ergebnislos. Immerhin war er durch Vermögen abgesichert. 1938 endete seine seit 1903 bestehende Mitgliedschaft in der Deutschen Physikalischen Gesellschaft. Im selben Jahr emigrierten seine beiden Töchter nach Australien. Seine Frau Hedwig geborene Fraenkel war promovierte Chemikerin und starb 1939.
Byks angestrebte Emigration nach Shanghai ließ sich nicht mehr durchführen. Ab September 1941 musste er den Judenstern tragen. Anfang Juni 1942 wurde er aus seiner Wohnung geholt und zur Sammelstelle gebracht. Adolf Windaus versuchte vergeblich, Byk vor der Deportation zu bewahren. Am 13. Juni 1942 wurde Byk mit mehr als 700 Menschen über Maidanek nach Sobibor transportiert, wo sie am 15. Juni nach ihrer Ankunft durch Gas getötet wurden.
Byks Vermögen fiel an das Deutsche Reich. Die Führerschule der Sicherheitspolizei erwarb Byks 24-bändiges Handbuch der Physik. Am 25. August 1942 wurde nach Ankündigung im Völkischen Beobachter Byks Wohnungseinrichtung öffentlich versteigert, nachdem Bechstein-Flügel, Ölgemälde, Briefmarkensammlung, Bibliothek und Wertgegenstände abtransportiert worden waren. Am 3. November 1942 wurde vom zuständigen Finanzamt ein Reichsfluchtsteuerbescheid erstellt, da Byk das Reichsgebiet verlassen hatte.